# 掃部寮
掃部寮（かもんりょう・かもんづかさ・かんもりのつかさ）は、律令制において宮内省に属する令外官。『倭名抄』ではかにもりのつかさとされる。唐名は、守宮署。

## 沿革・職掌
掃部寮は宮中行事に際して設営を行い､また殿中の清掃を行う。そのため宮中の施設管理・維持を行う主殿寮と職掌が重なるところがあった。伴部の掃部が付属して清掃・設営にあたった。また大量の人員を必要とする官司に配属される駆使丁が80人配属され実務にあたっていた。
掃部寮は弘仁11年（820年）に行政改革の一環として職掌の同じ大蔵省掃部司と宮内省内掃部司が統合されて成立した。
中世以降は中原氏が頭に就任し、その職掌も宮中の装束が担当の中心となった。

## 職員
- 頭（従五位下相当 唐名;守宮令、洒掃卿、尚舎奉御）
- 助（従六位上相当 唐名;洒掃少尹、尚舎直長、官舎少監）
- 允（従七位上相当 唐名;守宮丞、洒掃尹）
- 属（大属:従八位下相当・少属:大初位上相当 唐名;守宮史、洒掃史、尚舎令史）

- 史生
- 寮掌

- 使部
- 直丁
- 駆使丁

- 掃部

## 「かもん」の由来
『古語拾遺』によれば、火折尊と豊玉姫の間に鸕鶿草葺不合尊が産まれるその時に、浜辺に産殿が建てられたが、掃守連の祖・天忍人命が供奉して、箒を作り近寄る蟹を掃き払って御床の安寧をはかった。これより鋪設の職掌を世襲し、名付けて蟹守（かにもり）と称したという。現在（執筆された当時）、掃守（かんもり）と呼ぶのはこれが転訛したものである。
また、『新撰姓氏録』での掃守連は、海神豊玉彦の子・振魂尊の四世孫・天忍人命を祖とし、雄略天皇に仕えて掃除の監督をしたことから掃守連の氏姓を賜ったという。
石上英一は、掃守連は宮中の清掃・敷設を生業とした伴造であり、掃部・掃守を古くは「かむもり」と読んだが、これが「かにもり」と転訛した後に語呂合わせで逆に蟹守の説話が造り上げられたもので、本来は殿上の清潔を保つ任の殿上守（かみもり）であったかと推測している。